# Maria Friedrich
Maria Friedrich (* 4. Juli 1922 in Darmstadt als Maria Maser; † 12. Januar 2012 in München) war eine deutsche Verlegerin und Herausgeberin.

## Leben
Maria Friedrich wurde am 4. Juli 1922 als Maria Maser in Darmstadt geboren. Ihre Eltern waren der Studienrat (später zum Studiendirektor bzw. Oberstudiendirektor befördert) Otto Maser und die Sängerin Maria Maser, geb. Schilling. Mehrere Krankheitsphasen in ihrer Kindheit führten dazu, dass Maser eine intensive Lesetätigkeit entfaltete. 1946 heiratete sie den späteren Verleger und Autor Heinz Friedrich. Das Ehepaar hatte zwei Töchter.

## Tätigkeiten als Verlegerin
Heinz Friedrich war 1961 mit dem Aufbau des Deutschen Taschenbuchverlags beauftragt worden. 1971 übernahm Maria Friedrich die Aufgabe, in diesem Verlag ein umfangreiches Kinder- und Jugendbuchprogramm aufzubauen: die Reihe dtv junior, die am 2. April 1971 mit zunächst zehn Bänden begann. Der erste Band war eine Lizenzausgabe des Sammelbandes Was denkt die Maus am Donnerstag? des deutschen Lyrikers Josef Guggenmos.
Grundkonzept der Reihe war Friedrichs Überzeugung „Anregung der Phantasie, Anleitung zum selbständigen Denken und Handeln, Wissensvermittlung auf anschauliche Weise, Darstellung von Lebensproblematik in Vergangenheit und Gegenwart, die Herausforderung kreativer Kräfte und nicht zuletzt das spielerische Vergnügen; – Bewahrung des Wertbeständigen, Akzentuierung aktueller Themen – das sind die Merkmale, die aus Bücherverwertung ein überzeugendes Taschenbuchprogramm machen.“
Die Reihe wurde sowohl ein kritischer als auch ein geschäftlicher Erfolg. Bereits im ersten Jahr umfasste sie Bücher bekannter Autoren und Autorinnen wie Janosch, James Krüss, Astrid Lindgren, Otfried Preußler und Ursula Wölfel. Titelbilder des Schweizer Grafikers und Buchgestalters Celestino Piatti verliehen den Büchern ein charakteristisches Aussehen.
Im Jahre 1990 schied Friedrich aus dem Verlag aus. In ihren knapp 20 Jahren Verlegertätigkeit waren in der Reihe dtv junior rund 1100 Bände mit einer Gesamtauflage von 37 Millionen Exemplaren erschienen. Rund 15 Prozent der Titel erschienen als Originalausgaben.

## Werke

### Als Herausgeberin
- Die Macht des Blutes. Spanische Liebesgeschichten. München: dtv 1966.
- Unheimliche Geschichten von gestern. Klassische deutsche Erzählungen aus dem 19. Jahrhundert. Mit Einführungen in das Leben der Autoren und in die hier ausgewählten Geschichten. Unter Mitarbeit v. Dorothea Hölscher-Lohmeyer u. Albert von Schirnding. München: dtv 1979.
- Sonderbare Geschichten von heute. Erzählungen moderner deutscher Klassiker. Mit Einführungen in das Leben der Autoren und in die hier ausgewählten Geschichten. Unter Mitarbeit v. Heinz Friedrich, Steffi Hofmann-Lips, Elisabeth Meier u. Tilde Michels. München: dtv 1979.
- Hinter dem Ofen zu lesen. Ein Hausbuch mit fröhlichen Versen von gestern. Mit Bildern v. Ludwig Richter. München: dtv 1980; 2. Aufl. 1987.
- dtv junior Lesebuch. Neue Geschichten, Gedichte und Bilder. Für Kleine und Große zum Lachen und zum Nachdenken. München: dtv 1981.
- Tages- und Jahresfreuden. Ein Hausbuch mit fröhlichen Versen. Frankfurt am Main, Leipzig: Insel 1995.

### Als Autorin
- Lieber Herr Pleticha! In: Der Weg ins Unbekannte. Begegnungen mit Heinrich Pleticha. Eine Festschrift zum 70. Geburtstag. Hrsg. im Auftrag des Arena Verlags v. Herbert Ossowski. Würzburg: Arena 1994, S. 42–49.
- dtv junior im Deutschen Taschenbuch Verlag. In: Kurt Franz/Günter Lange/Franz-Josef Payrhuber (Hrsg.): Kinder- und Jugendliteratur – Ein Lexikon. Meitingen: Corian 1996, S. 1–5.
- Wie wurde ich Verlegerin? In: Galli, Rita et al. (Hrsg.): Ausgerechnet Büchner. Einunddreißig verlegerische Selbstportraits. Berlin: Ch. Links 1998, S. 70–80.
- 30 Jahre dtv junior. Eine Rückerinnerung an die Anfänge. In: Volkacher Bote Nr. 72, April 2001, S. 8–9.

## Auszeichnungen und Ehrungen
- 1987 Großes Bundesverdienstkreuz am Bande[3]
- 1989 Volkacher Taler der Deutschen Akademie für Kinder- und Jugendliteratur
- 1991 Bayerischer Verdienstorden
- 1994 Medaille Pro Meritis des Bayerischen Staatsministeriums für Unterricht und Kultus